# Ange Oueifio
Ange-Barthelemy Goningai Oueifio (ur. 29 marca 1976 w Paryżu) – środkowoafrykański piłkarz występujący na pozycji obrońcy.

## Kariera klubowa
Oueifio urodził się we Francji w rodzinie pochodzenia środkowoafrykańskiego. Seniorską karierę rozpoczął w 1995 roku w rezerwach zespołu Stade Rennais. W 1996 roku odszedł do belgijskiego KAA Gent, jednak przez 2 lata w jego barwach nie rozegrał żadnego spotkania. W 1999 roku wrócił do Francji, gdzie został graczem rezerw Paris Saint-Germain. W 1999 roku ponownie wyjechał do Belgii, tym razem by grać w tamtejszym FC Denderleeuw. Występował w nim przez rok.
W 2000 roku Oueifio podpisał kontrakt ze szkockim Motherwell ze Scottish Premier League. W ciągu 2 lat rozegrał tam 17 ligowych spotkań. W 2002 roku odszedł do niemieckiego 1. FC Schweinfurt 05 z Regionalligi Süd. W 2003 roku przeszedł zaś do środkowoafrykańskiego SC Bangui.

## Kariera reprezentacyjna
W latach 2000–2002 Oueifio rozegrał 2 spotkania w reprezentacji Republiki Środkowoafrykańskiej.